# Bettien Martens
Bettien Martens (Haarlem, 24 november 1951) was een Nederlandse crimineel, beter bekend als La Bella Bettien.
Martens was de dochter van een ongehuwde moeder, wat haar in de jaren vijftig in een moeilijke positie plaatste. Ze volgde de MULO, en bleek met name op taalgebied uit te blinken: naar verluidt spreekt ze elf talen.
Door verkeerde vrienden kwam Martens in het criminele circuit terecht, en werd een belangrijke drugsschakel tussen Colombia en Europa. Op 24 september 1992 is zij bij de wereldomspannende politieactie Green Ice in Rome gearresteerd. Door de Italiaanse justitie is haar een getuigenbeschermingsprogramma aangeboden om volledige informatie te verkrijgen over de criminele organisatie waar zij voor heeft gewerkt in ruil voor strafvermindering en langdurige overheidsbescherming tegen haar voormalige criminele relaties. Martens is hierop ingegaan en heeft zelfs tegen haar Colombiaanse bazen getuigd.
In de zomer van 1994 kwam ze vrij, en verdween met een nieuwe identiteit en een ander uiterlijk. Sindsdien is haar verblijfplaats onbekend.
De Nederlandse criminoloog Frank Bovenkerk heeft haar opgezocht in de speciale gevangenis van Paliano. Aan de hand van een aantal gesprekken heeft hij het boek La Bella Bettien geschreven over haar criminele carrière.
Op basis van dit boek is er in 2002 door Hans Pos een film gemaakt, onder de titel Bella Bettien, met in de hoofdrollen Thekla Reuten en Kim van Kooten.